# 蔡素玉
蔡素玉，BBS，JP（1950年10月10日—），是香港前立法會議員，前香港東區區議會錦屏選區民選區議員，為前港區全國人大代表。

## 生平
蔡素玉父親為菲律賓華人、中國國民黨員，中國共產黨取得中國大陸的政權後，蔡素玉父親把蔡素玉由福建晉江申請移居到香港，為北角的居民以及區議員，現居於炮台山站一帶，曾就讀福建小學、英華女學校。香港大學哲學碩士（1980年）、理學士，未婚。
蔡素玉本來是港進聯的成員，1995年首度參選立法局直選，挑戰當時港島東的民主黨主席李柱銘，最終落敗。
1996年，蔡素玉加入臨時立法會。
在2000年香港立法會選舉，蔡素玉為了幫助民建聯取得香港島第二個議席而參加民建聯，同程介南參選，並成功當選，其後程介南因以權謀私辭職，她維持民建聯的一席。
2005年獲政府委任為太平紳士。2008年1月，當選為第十一屆港區全國人大代表。
2008年立法會選舉中，蔡素玉落選立法會議席，其與民建聯前主席曾鈺成合組之名單，最後曾鈺成連任成功，只取得60,417票，無足夠票讓名單排第二的蔡素玉入選。而同屬建制派的參選人，還有前保安局局長葉劉淑儀及史泰祖之名單，葉劉淑儀當選議員。
她離任立法會後專注港島東區區議會工作，繼續為港島區市民服務，而她亦於2011年及2015年自動當選錦屏選區區議員，於2019年區議會任期完結時退休，交棒予同屬民建聯的社區主任洪志傑，但洪氏最後以些微差距落敗，未能接替蔡氏的議席。

## 言論
2018年3月，蔡素玉出席第十三屆全國人大會議，在接受媒體訪問時，表示自己是中共總書記習近平的粉絲，並對國家的未來充滿信心。
2019年3月，蔡素玉出席全國人大會議期間，席間談及粵港澳大灣區，稱香港人要珍惜大灣區機遇，就好像遇見珍貴的梅花鹿，要懂得脫角。市民應配合政府帶領下，趕快跟上大灣區的路。如果不趁機脫角，後悔將不止一生一世。
2019年3月，蔡素玉在出席全國兩會期間，提交了一份《有關優化高鐵香港到內地班次和路線》的建議。蔡素玉透露，建議書是根據約200名香港市民調查後的意見。建議書主要有兩點；一是增加香港到廣東省以外的班次，第二就是調整現有班次，將每天往福建的四班車，都改經泉州或以泉州為終站。第二點建議是基於超過八成的香港福建人是泉州人。 

## 爭議

### 2004年香港立法會選舉
2004年香港立法會選舉，民建聯雖然為街坊設海鮮餐，惹起賄選之嫌，但最終證據不足；最終她以些微票數壓倒何秀蘭奪得港島區最後一個議席。
2003年11月12日，涂謹申提出07/08普選的議案，民建聯投下反對票。不過，於選舉期間，蔡出席港台選舉論壇時，卻指自己支持07/08普選，更指「民建聯是最有誠信的，我們是支持07/08的，要在政綱上」，引起市民強烈批評。

## 外部連結
| 前任： 曾安琪 | 東區區議員（錦屏） 2000年 - 2019年 | 繼任： 李予信 |